# Piano Bar (álbum)
Piano Bar es el tercer álbum de estudio en solitario del músico argentino Charly García, editado en 1984. Fue grabado en Estudios ION en la ciudad de  Buenos Aires y mezclado en el Electric Lady Studios en la ciudad de Nueva York. La revista Rolling Stone lo colocó n.º 12 en su lista de los mejores discos del rock argentino. La presentación se realizó en el Estadio Luna Park. Las sesiones de grabación quedaron registradas en el DVD Charly García Oro.

## Antecedentes y grabación
El disco fue grabado en los estudios ION, en directo, con un mínimo uso de sobregrabaciones; descollaba con un sonido crudo y roquero. Es considerado por la revista Rolling Stone uno de los mejores discos de García, con su segundo disco mejor posicionado en la lista. El título de la canción «No se va a llamar “Mi amor”» fue elegido por Charly de forma irónica, ya que no le dejaron registrar la canción con el nombre «Mi amor» porque ya había otra canción registrada con ese título.
Para las sesiones, García se hizo acompañar de músicos como Pablo Guyot en la guitarra, Alfredo Toth en el bajo, Willy Iturri en la batería ―la banda GIT, cuyo primer álbum fue producido por García― y Fito Páez en los teclados. Como invitados aparecieron Daniel Melingo en saxo y Fabiana Cantilo en coros.
La presentación en vivo se hizo en el Luna Park el 25 de mayo de 1985 con Luis Alberto Spinetta como invitado en medio del set.

## Lista de canciones
Todas las canciones escritas y compuestas por Charly García (excepto las indicadas). 
| N.º   | Título                                                   | Duración |  |
| 1.    | «Demoliendo hoteles»                                     | 2:16     |  |
| 2.    | «Promesas sobre el bidet»                                | 2:46     |  |
| 3.    | «Raros peinados nuevos»                                  | 3:36     |  |
| 4.    | «Piano Bar»                                              | 4:58     |  |
| 5.    | «No te animás a despegar»                                | 4:09     |  |
| 6.    | «No se va a llamar mi amor»                              | 2:11     |  |
| 7.    | «Tuve tu amor»                                           | 3:35     |  |
| 8.    | «Rap del exilio» (García/Melingo/Guyot/Toth/Iturri/Páez) | 2:10     |  |
| 9.    | «Cerca de la revolución»                                 | 4:42     |  |
| 10.   | «Total interferencia» (García/Spinetta)                  | 4:59     |  |
| 35:02 |                                                          |          |  |

| Pista bonus en la reedición de 2004 |                          | |          |  |
| N.º                                 | Título                   | Nota | Duración |  |
| 11.                                 | «Canción para mi muerte» | Versión del primer éxito de Sui Generis (1972), grabada en vivo. Originalmente iba a ser parte del álbum, aunque a último momento fue remplazada por "Rap del exilio" | 4:04     |  |
| 39:06                               |                          | |          |  |

## Músicos
- Charly García: teclados, guitarra, efectos y voces.
- Fito Páez: teclados y coros.
- Pablo Guyot: guitarras.
- Alfredo Toth: bajo y coros.
- Willy Iturri: batería.

## Músicos invitados
- Daniel Melingo: saxofón en «Rap del exilio».
- Fabiana Cantilo: coros en «Rap del exilio».

## Ficha técnica
- Grabado en Estudios ION (Buenos Aires) por los técnicos Jorge Da Silva y Roberto Fernández.
- Mezclado en Electric Lady Studios (Nueva York) por el técnico de sonido Joe Blaney.
- La producción artística de todo el disco fue de Charly García y Joe Blaney.

## Posicionamiento en listas
| Listas (2020)     | Mejor posición |
| ----------------- | -------------- |
| Argentina (CAPIF) | 1              |

## Certificaciones y ventas
| Territorio | Organismo certificador | Certificación | Ventas certificadas | Ref.  |
| ---------- | ---------------------- | ------------- | ------------------- | ----- |
| Argentina  | CAPIF                  | Oro           | 50 000              | [ 4 ] |